# James William Bryan

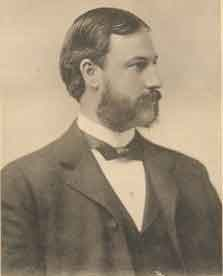
James William Bryan

James William Bryan (* 9. Juni 1853 im Bourbon County, Kentucky; † 1903) war ein US-amerikanischer Politiker. Zwischen 1887 und 1891 war er Vizegouverneur des Bundesstaates Kentucky.

## Werdegang
Im Jahr 1873 absolvierte James Bryan das Kentucky Wesleyan College. Nach einem anschließenden Jurastudium und seiner 1875 erfolgten Zulassung als Rechtsanwalt begann er in diesem Beruf zu praktizieren. Er arbeitete in einer Kanzlei unter anderem mit dem früheren Gouverneur und damaligen US-Senator John W. Stevenson zusammen. Später wurde er Mitglied der Kanzlei O’Hara & Bryan. Politisch schloss er sich der Demokratischen Partei an. Bei den Präsidentschaftswahlen des Jahres 1880 war er einer der demokratischen Wahlmänner. In den Jahren 1885 und 1886 gehörte er dem Senat von Kentucky an.
1887 wurde Bryan an der Seite von Simon Bolivar Buckner zum Vizegouverneur von Kentucky gewählt. Dieses Amt bekleidete er zwischen 1887 und 1891. Dabei war er Stellvertreter des Gouverneurs und Vorsitzender des Staatssenats. Nach dem Ende seiner Zeit als Vizegouverneur ist er politisch nicht mehr in Erscheinung getreten. Seit 1880 war er mit Virginia Ellis Martin verheiratet. Er starb im Jahr 1903.